# Xujiaqiao (sockenhuvudort i Kina, Hunan Sheng, lat 28,91, long 111,58)
Xujiaqiao är en sockenhuvudort i Kina. Den ligger i provinsen Hunan, i den södra delen av landet, omkring 160 kilometer nordväst om provinshuvudstaden Changsha. Antalet invånare är 19 587. Befolkningen består av 9 788 kvinnor och 9 799 män. Barn under 15 år utgör 12,0 %, vuxna 15-64 år 73 %, och äldre över 65 år 14,0 %.
Runt Xujiaqiao är det tätbefolkat, med 511 invånare per kvadratkilometer. Närmaste större samhälle är Changde, 17,3 km nordost om Xujiaqiao. Trakten runt Xujiaqiao består till största delen av jordbruksmark.
Genomsnittlig årsnederbörd är 1 808 millimeter. Den regnigaste månaden är maj, med i genomsnitt 302 mm nederbörd, och den torraste är december, med 45 mm nederbörd.